# Wirdum
Wirdum è un comune di 1.052 abitanti della Bassa Sassonia, in Germania.
Appartiene al circondario (Landkreis) di Aurich (targa AUR).